# Nano-Mugen Compilation 2008
ASIAN KUNG-FU GENERATION presents Nano-Mugen Compilation 2008 je kompilacija japanskog rock sastava Asian Kung-Fu Generation. Album je objavljen 9. srpnja 2008. povodom sedmog Nano-Mugen Festivala koji je održan u Yokohama Areni.Na albumu se nalazi po jedna pjesma od šesnaest sastava (japanskih, američkih i britanskih) koji su nastupili na festivalu.

## Popis pjesama
1. Natsusemi (夏蝉) - Asian Kung-Fu Generation
2. Sayonara 90's – Analog Fish
3. Ato Jūbyō De (あと10秒で) – Art-School
4. You Can't Have It All – Ash
5. Mr. Feather – Ellegarden
6. All Time Lows – Hellogoodbye
7. Do the Panic – Phantom Planet
8. Across the Sky – Space Cowboy
9. Laurentech – Special Others
10. My Friends – Stereophonics
11. Alibi – Straightener
12. Semi-Charmed Life – Third Eye Blind
13. Parachute – Shugo Tokumaru
14. MASHitUP – The Young Punx
15. RIWO – 8otto
16. Punishment – 9mm Parabellum Bullet

## Ljestvica

### Album
| Godina | Ljestvica | Najviša pozicija |
| ------ | --------- | ---------------- |
| 2008.  | Oricon    | 18               |

### Pjesma
| Godina | Pjesma      | Najviša pozicija |
| Godina | Pjesma      | Japan Hot 100    |
| ------ | ----------- | ---------------- |
| 2008.  | "Natsusemi" | 36               |

## Vanjske poveznice
- Službena stranica Nano-Mugen festivala  Arhivirana inačica izvorne stranice od 12. studenoga 2008. (Wayback Machine) (engl.)